# Live from Gdańsk (Koncert w Stoczni)
Live from Gdańsk (Koncert w Stoczni) (En vivo desde Gdańsk en inglés y Concierto en el Astillero en polaco, refiriéndose al astillero de Gdańsk) es un álbum en vivo por Jean Michel Jarre, lanzado en 2005, exclusivamente en Polonia. Contiene selectos temas interpretados durante su concierto Space Of Freedom en Gdańsk, Polonia el 26 de agosto de 2005, conmemorando los veinticinco años del movimiento Solidaridad.
Jean Michel Jarre se presentó junto con la Filarmónica Báltica Polaca y el Coro de la Universidad de Gdańsk.
Aparte de tocar sus propias composiciones, también incluyó la interpretación de "Mury", canción polaca de protesta, escrita por Jacek Kaczmarski en 1978, con la melodía "L'Estaca" de Lluis Llach.

## Diseño de la carátula
En la imagen de portada del disco se aprecian grúas de los astilleros en primer plano, a continuación una fotografía de los astilleros de Gdańsk y tablillas de madera de las 21 demandas de MKS en el fondo.

## Lista de temas
[Nota: Jean Michel Jarre tiene la costumbre de cambiar los nombres de sus canciones en sus conciertos (ver artículo Anexo:Temas con múltiples títulos de Jean-Michel Jarre), a continuación se muestran los nuevos títulos de Jarre para las renovadas versiones de sus más conocidos temas y su título original:]

### CD 1
| CD 1  |                                                                              |          |  |
| N.º   | Título                                                                       | Duración |  |
| 1.    | «Shipyard Overture (Industrial Revolution: Overture)»                        | 8:06     |  |
| 2.    | «Oxygene 2 (Con una nueva introducción en flauta llamada "Suite For Flute")» | 8:21     |  |
| 3.    | «Chopin Memories (Nueva composición)»                                        | 1:03     |  |
| 4.    | «Aero»                                                                       | 3:16     |  |
| 5.    | «Oxygene 4»                                                                  | 3:47     |  |
| 6.    | «Souvenir (Souvenir Of China)»                                               | 5:37     |  |
| 7.    | «Geometry Of Love»                                                           | 6:01     |  |
| 8.    | «Equinoxe 4»                                                                 | 5:32     |  |
| 9.    | «Space Of Freedom (March 23)»                                                | 4:53     |  |
| 10.   | «Aerology»                                                                   | 3:05     |  |
| 11.   | «Theremin Memories»                                                          | 3:48     |  |
| 12.   | «Chronology 2»                                                               | 6:46     |  |
| 60:25 |                                                                              |          |  |

### CD 2
| CD 2  |                                                  |          |  |
| N.º   | Título                                           | Duración |  |
| 1.    | «Mury (Compuesto por Jacek Kaczmarski)»          | 5:38     |  |
| 2.    | «Chronology 6»                                   | 5:54     |  |
| 3.    | «Oxygene 8»                                      | 5:03     |  |
| 4.    | «Light My Sky ("Tout Est Bleu" con nueva letra)» | 4:24     |  |
| 5.    | «Tribute to Pope John Paul II (Akropolis)»       | 6:52     |  |
| 6.    | «Rendez-Vous»                                    | 9:04     |  |
| 7.    | «Summer-Presto (Compuesto por Vivaldi)»          | 3:18     |  |
| 8.    | «The Emigrant (Dedicado a Polonia)»              | 5:09     |  |
| 9.    | «Oxygene 12»                                     | 6:03     |  |
| 10.   | «Rendez-Vous 4»                                  | 6:20     |  |
| 11.   | «Solidarność (Oxygene 13)»                       | 4:03     |  |
| 12.   | «Aerology Remix (Encore)»                        | 3:43     |  |
| 65:31 |                                                  |          |  |